# Колумбийская консервативная партия
Колумбийская консервативная партия (исп. Partido Conservador Colombiano, известна также как «C») — консервативная политическая партия в Колумбии. Начиная с середины XIX века является одной из ведущих партий в стране.
Изначально партия была основным противником Либеральной партии. В 1948 году обострение конфликта между консерваторами и либералами вылилось в кровавую десятилетнюю «Ла Виоленсию». В 1957 году консерваторы и либералы, однако, договорились о примирении и создании Национального фронта сроком на 12 лет.
В партии состояло около половины президентов Колумбии с середины XIX века. Последним из них был Андрес Пастрана Аранго, занимавший пост президента с 1998 по 2002 год. В 2002 году Альваро Урибе, используя кризис доверия к консерваторам и либералам, стал первым за долгое время демократически избранным президентом, не принадлежащим ни к одной из двух ведущих партий. В 2010 году его преемником был выбран Хуан Мануэль Сантос, представляющий созданную Урибе Социальную партию национального единства. На этих выборах консервативный кандидат Ноэми Санин получила 893 819 (6,13 %) голосов и заняла пятое место.
На парламентских выборах 2010 года партия получила 2 057 849 (21,4 %) голосов на выборах в Палату представителей и 38 из 166 депутатских мест, а также 2 298 748 (21,2 %) голосов на выборах в Сенат и 22 из 102 сенаторских кресел.

## Результаты партийных кандидатов на президентских выборах (с 1974)
|  |